# Radica
Radica Games Ltd är ett amerikanskt företag som bildades 1983. De tillverkar spel, leksaker och retroversioner av TV-spel, bland annat Space Invaders.
1. ↑  läs online, Internet Archive .[källa från Wikidata]